# 티아민 피로인산
티아민 피로인산(영어: thiamine pyrophosphate, TPP 또는 ThPP) 또는 티아민 이인산(영어: thiamine diphosphate, ThDP), 또는 코카복실레이스(영어: cocarboxylase)는 티아민 다이포스포키네이스에 의해 생성되는 티아민(비타민 B1) 유도체이다. 티아민 피로인산은 모든 생물에 존재하는 보조 인자로 여러 생화학 반응을 촉매한다.
티아민 피로인산은 세포질에서 합성되며, 세포질에서 트랜스케톨레이스의 활성과 미토콘드리아에서 피루브산 탈수소효소 복합체, α-케토글루타르산 탈수소효소 복합체, 가지사슬 α-케토산 탈수소효소 복합체의 활성을 위해 필요하다. 현재까지 효모, 사람, 노랑초파리(Drosophila melanogaster)의 티아민 피로인산 운반체는 티아민 피로인산과 티아민 일인산의 미토콘드리아 수송을 담당하는 것으로 확인되었다. 티아민 피로인산은 식사에 티아민 결핍으로 발생하는 말초신경계 질환인 각기병(beriberi)과의 연관성을 통해 사람의 필수 영양소(비타민)로 처음 발견되었다.
티아민 피로인산은 다음과 같은 많은 효소 반응에서 조효소로 작용한다.
- 피루브산 탈수소효소 복합체[6]
- 에탄올 발효에서 피루브산 탈카복실화효소
- α-케토글루타르산 탈수소효소 복합체
- 가지사슬 α-케토산 탈수소효소 복합체
- 2-하이드록시피탄오일-CoA 분해효소
- 트랜스케톨레이스

## 화학

티아민 피로인산(TPP)의 일리드 형

화학적으로 티아민 피로인산은 티아졸 고리에 연결된 피리미딘 고리로 이루어져 있으며, 이 고리는 피로인산 작용기와 연결되어 있다.
반응에 가장 일반적으로 관여하는 티아민 피로인산 분자의 부분은 질소와 황을 포함하는 티아졸 고리이다. 따라서, 티아졸 고리가 분자의 반응 부분이다. 티아졸 고리의 2번 탄소는 양성자를 주고 탄소 음이온(carbanion)을 형성함으로써 산으로 작용할 수 있다. 일반적으로 탄소 음이온을 형성하는 반응은 매우 불리하지만, 탄소 음이온 바로 인접한 질소의 양전하는 음전하를 안정화시켜 반응을 훨씬 유리하게 만든다. 인접한 원자들이 양전하와 음전하를 갖는 화합물을 일리드(ylid 또는 ylide)라고 부르기 때문에 때로는 티아민 피로인산의 탄소 음이온 형태를 일리드 형이라고 부른다.

## 반응 메커니즘
피루브산 탈수소효소, α-케토글루타르산 탈수소효소, 트랜스케톨레이스를 포함하는 여러 반응에서는 티아민 피로인산은 가역적 탈카복실화 반응을 촉매한다. 기질의 탄소-탄소 결합을 절단하여 카보닐기에 인접한 카복실산이나 알코올(하이드록시기) 같은 반응성 작용기에 결합시킨다. 이는 다음과 같은 4단계로 이루어진다.
1. 일리드 형의 티아민 피로인산의 탄소 음이온은 기질의 카보닐기를 친핵성으로 공격한다.(이것은 티아민 피로인산과 기질 사이에 단일 결합을 형성한다.)
2. 기질의 결합이 깨지고, 전자가 티아민 피로인산 쪽으로 밀린다. 이것은 기질의 탄소와 티아민 피로인산의 탄소 사이에 이중 결합을 생성하고, 티아민 피로인산의 N-C 이중 결합에 있는 전자를 질소 원자 쪽으로 완전히 밀어 넣어 양성에서 중성 형태로 환원시킨다.
3. 본질적으로 단계 2의 역반응으로 전자는 반대 방향으로 되돌아가면서 기질 탄소와 다른 원자 사이에 새로운 결합을 형성한다.(탈카복실화효소의 경우에는 새로운 탄소-수소 결합을 생성한다. 트랜스케톨레이스의 경우에는 새로운 기질 분자를 공격하여 새로운 탄소-탄소 결합을 형성한다.)
4. 본질적으로 단계 1의 역반응으로, 티아민 피로인산과 기질 사이의 결합이 깨지고, 티아민 피로인산의 일리드 형과 기질의 카보닐기가 형성된다.

티아민 피로인산의 티아졸리움 고리는 2번 탄소에서 탈양성자화가 되어 일리드 형을 형성한다.
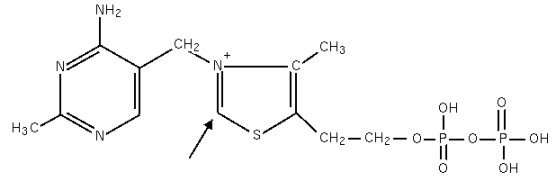
티아민 피로인산의 전체 구조. 화살표는 산성의 양성자를 나타낸다.